# Родина, Татьяна Михайловна
Татья́на Миха́йловна Родина (17.02.1914, Могилёв, Белоруссия — 25.06.1989, Москва) — советский театровед и театральный критик, доктор искусствоведения (1964). Многолетний сотрудник Сектора театра Государственного института искусствознания. Исследователь в области истории русского театрального искусства и драматургии XIX—XX веков.

## Биография
Т. М. Родина родилась в Могилеве. Её мать — Вера Николаевна Родина (Богданова) — представительница старого дворянского рода, имела прекрасный художественный вкус; преподавала в гимназии, впоследствии заведовала детским домом. Отец — Михаил Моисеевич Родин — художник и педагог, после революции работал театральным декоратором. В Москву семья переехала в 1924, жили в Богородском, в районе Сокольников, в деревянном бараке. М. М. Родин участвовал в борьбе с беспризорностью (работал воспитателем в интернате), потом много лет работал в средней школе № 315 на Леснорядской улице; имел звание Заслуженного учителя, награждён орденом Ленина. Возможно, художественные наклонности родителей повлияли на выбор будущей профессии Татьяны Михайловны. Интерес к театру появился в детстве, сохранилось несколько её школьных рисунков: дама в бальном платье, балерина, актёр в маске, портрет Шекспира. Своих детей у Татьяны Михайловны не было — жизнь она посвятила науке.
По окончании школы в 1931 году Т. М. Родина поступила в ГИТИС, на только что образованный театроведческий факультет, который закончила в 1935. Работала в Бахрушинском музее, где начала заниматься историей русского театра XIX века. Продолжила обучение в аспирантуре ГИТИСа (1939—1941), но диссертацию защитила только после войны. В начале войны работала в помощь фронту в военно-пошивочной мастерской, потом в ВТО — в репертуарном отделе фронтовых театров. После войны короткое время была редактором в Главреперткоме, потом на преподавательской работе в ГИТИСе (1947—1950). Первые научные публикации относятся к 1944 году. В 1946 году защитила кандидатскую диссертацию на тему: «Романтизм в русской драматургии и театре 20-х-30-х годов XIX века». Вскоре выходят две её книги в серии портретов-биографий: об актерах П. Н. Орленеве (1948) и В. Н. Асенковой (1952).
С 1950 года — научный редактор отдела музыки, театра и кино Большой советской энциклопедии. Редактор большей части статей по разделам театра, кино и балета 2-го издания БСЭ, а также автор ряда важнейших статей, посвященных театру. Плодотворное сотрудничество с редакцией БСЭ продолжалось и в последующие годы. Т. М. Родина – один из ведущих авторов 5-томной Театральной энциклопедии (1961—1967). Ей принадлежит также большое количество публикаций в БСЭ 3-го издания (1969—1978), как об отдельных актерах, так и обширных статей общего характера: «Театр», «Драма (в литературе)», «Актерское искусство».
В 1955 году поступила на работу в Институт истории искусств, ныне Государственный институт искусствознания (параллельно в течение ряда лет продолжала работу в редакции БСЭ). Институт искусствознания стал для неё родным домом. С этого момента все основные её работы выходили по плану Института. Т. М. Родина многие годы была сотрудником Сектора театра, который возглавляла в 1961—1963. В 1961 году она опубликовала монографию «Русское театральное искусство в начале XIX века» и вскоре получила за эту работу ученую степень доктора искусствоведения (1964).
Другой её фундаментальный труд «А. Блок и русский театр начала XX века» увидел свет в 1972 году. В последующие годы Т. М. Родина участвовала в подготовке коллективных изданий Института: «Русская художественная культура конца XIX — начала XX века» (1977), «История русского драматического театра» в 7 тт. (1977—1987), являясь как редактором, так и автором отдельных разделов. В этот же период вышла её монография о Достоевском (1984), которая по каким-то причинам в издательстве была сильно сокращена. В последние десятилетия жизни Т. М. Родину глубоко занимала проблема символистской драмы и символистского театра (см. книгу о Блоке и материалы в 7 томе «Истории русского драматического театра»). Она была первопроходцем в этой области, так как в театральной науке на тот момент названный ракурс культурной жизни России почти не был исследован. Некоторые работы на эту тему она завершить не успела, в частности были собраны и остались неопубликованными материалы к работе «Театральная критика символизма». Помимо названных трудов, Т. М. Родина является автором статей по проблемам истории, теории театра и текущего театрального процесса.
| Русское театральное искусство в нач. XIX века | А.Блок и русский театр начала XX века | Достоевский. Повествование и драма |
| 1961                                          | 1972                                  | 1984                               |

Татьяна Михайловна была не только академическим ученым, она проявляла живой интерес к жизни современных театральных коллективов, была в курсе премьер, к её суждениям прислушивались известные мастера российского театра. Вместе с коллегами из ВТО она много ездила по стране, участвовала в театральных фестивалях, просмотрах, проводила обсуждения спектаклей, вела семинар театральных критиков. Эти поездки были важной частью её жизни: «Периферию театральную Татьяна Михайловна не просто знала — любила, чувствовала, как и души провинциальных городов». Многие режиссёры, как столичные, так и провинциальные, ценили большую помощь Татьяны Михайловны в работе над спектаклями. После поездок следовали подробные отчеты: «Родина писала не отчеты — обстоятельные рецензии, нужные и театрам, и кабинетам ВТО-СТД и, конечно, ей самой». Неоднократно участвовала она и в заграничных поездках в составе групп ВТО. Со многими друзьями по всей стране она была связана перепиской, в круг этих друзей входили Ю. М. Лотман и З. Г. Минц, в архиве которых сохранились её письма. Человек удивительно открытый, общительный, она в своем доме постоянно принимала многочисленных гостей: это и коллеги, друзья, знакомые, режиссёры из провинции, приезжавшие получить консультацию, поговорить о состоянии театра. Люди тянулись к ней, попадая под её обаяние. Театру она была предана абсолютно; её образованность, знания, безупречная честность, искренность сказывались во всем, о чём бы она ни писала и рассуждала. Чувство слова у неё было в крови, Татьяна Михайловна хорошо знала и любила поэзию, сама писала стихи, но не для публикации. Впоследствии несколько её стихотворений были напечатаны в журнале «Театральная жизнь». Подробнее о Татьяне Михайловне можно прочитать в воспоминаниях её коллеги по Сектору Е. И. Поляковой.
При подготовке статьи использованы материалы из архива Гос. института искусствознания.

## Память
В начале 1990-х годов в память о Т. М. Родиной была названа малая планета — Rodita, открытая в 1969 году в Крымской обсерватории.

## Основные работы
Монографии
- П. Н. Орленев. 1869—1932. — М.-Л.: Искусство, 1948. — 64 с.
- Варвара Николаевна Асенкова. 1817—1841. — М.: Искусство, 1952. — 59 с.
- Русское театральное искусство в начале XIX века. — М.: Изд-во АН СССР, 1961. — 317 с. Текст доступен на сайте teatr-lib.ru.
- Александр Блок и русский театр начала XX века. — М.: Наука, 1972. — 312 с. Текст доступен на сайте teatr-lib.ru.

- Достоевский. Повествование и драма. — М.: Наука, 1984. — 245 с. Текст pdf доступен по ссылке: h.twirpx.one/file/2623267/.

Коллективные труды Государственного института искусствознания (редактор, автор разделов)
- Русский театр предреволюционного десятилетия // Русская художественная культура конца XIX — начала XX века. [Сборник статей]. Кн. 3. 1908—1917. Зрелищные искусства. Музыка. — М.: Наука, 1977. — С. 11—21.Текст доступен на сайте teatr-lib.ru.

- История русского драматического театра : [в 7 т.] / редкол.: Е. Г. Холодов (гл. ред.) [и др.]. — 2-е изд. — М. : Искусство, 1977—1987. (Автор разделов в тт. 2, 6, 7). Текст pdf.

Статьи в энциклопедиях
- Большая Советская Энциклопедия. 2-е издание: В 49-ти тт. М.: Большая советская энциклопедия, 1949—1958.
- Театральная энциклопедия. В 5 тт. М.: Советская энциклопедия, 1961—1967. Текст pdf.
- Большая Советская Энциклопедия. 3-е издание: В 30 тт. М.: Советская энциклопедия, 1969—1978.

## Общая библиография
Книги, статьи, разделы в коллективных трудах
- «Русские люди» К. Симонова в Московском Художественном театре. (Валя – А. М. Комолова) // Театральный альманах ВТО. М., 1944.
- Новые работы Ю. А. Завадского («Отелло», «Забавный случай», «Встреча в темноте») // Театральный альманах ВТО. М., 1945, с. 50–64.
- [Канд. дисс.:] Романтизм в русской драматургии и театре 20-х–30-х годов XIX века. 1946.
- О штампах современной драматургии // Театр, 1947, № 3.
- Русские романтические актеры XIX в. (М. Мочалов, и В. Каратыгин) // Театральный альманах ВТО, кн. 8. М., 1948, с. 163–191.
- Компаративная школа в театроведении // Театр, 1948, № 12.
- П. Н. Орленев. 1869–1932. М.–Л.: Искусство, 1948. – 64 с.
- Пьесы о колхозной деревне на сцене московских театров // Театр, 1949.
- Варвара Николаевна Асенкова. 1817–1841. М.: Искусство, 1952. – 60 с.
- О некоторых закономерностях развития русского драматического театра первой половины XIX века (1800–1850) // Вестник истории мировой культуры. 1957, № 1, с. 79–94.
- Сентиментальная драма Н. Сандунова и Н. Ильина // Ежегодник института истории искусств. М.: Изд. АН СССР, 1958.
- L’évolution du théâtre russe de 1800 à 1850 // Cahiers d’histoire mondiale (nouméro spécial). 1958.
- История мировой культуры. Т. 6. М.: Изд. АН СССР, 1959. – Раздел: Русский театр.
- Московский Малый театр // Очерки по истории русского советского драматического театра. Т. 2. М.: Изд. АН СССР, 1960. – Совместно с С. Н. Дурылиным.
- Русское театральное искусство в начале XIX века. М.: Изд-во АН СССР, 1961. – 317 с. – Текст см.: www.teatr-lib.ru/Library/Personal/Rodina_Tatyana_Mihailovna.htm
- История европейского искусствознания: От античности до конца XVIII века. М.: Изд. АН СССР, 1963. – Гл. 6: Россия XVII и XVIII веков. Раздел: Театр. С. 369–397. – Текст djvu
- История европейского искусствознания: Первая половина XIX века. М.: Наука, 1965. – Глава: Россия. Раздел: Театр. С. 249–284. – Текст pdf: h.twirpx.one/file/2631680/
- В. Н. Асенкова в жизни и на экране // Советский экран. 1968.
- Раскрывая поэзию необычного (размышления о современном значении цирка) // Советская эстрада и цирк. М, 1969, № 7. с. 6–8. Текст на сайте:
- Ибсен (Человек и среда) // Вопросы театра. Вып. 4. М., 1970.
- Натурализм и антинатурализм // Вопросы эстетики. Вып. 9. М.: Искусство, 1971.
- Клоунада – дело серьезное (об эстетике комического в современном цирке) // Советская эстрада и цирк. М., 1972, № 10.
- Александр Блок и русский театр начала XX века. М.: Наука, 1972. – 312 с. – Текст см.: www.teatr-lib.ru/Library/Personal/Rodina_Tatyana_Mihailovna.htm
- Николай Георгиевич Зограф // Вопросы театра. Вып. 6. М., 1973.
- У истоков традиций (К 150-летию Малого театра) // Театр, 1974, № 10.
- «Степной король Лир» (повесть Тургенева на телеэкране) // Вечерняя Москва, 1976.
- Русский театр в конце XIX – начале XX в. (Этапы и проблематика художественного развития) // Художественные процессы в русском и польском искусстве XIX – начала XX века. М.: Наука, 1977. – С. 159–189.
- История русского драматического театра: В 7 тт. Т. 2. 1801–1825. М.: Искусство, 1977. – Разделы: Часть первая. 1801–1812. Введение, §1–3, с. 6–35. Репертуар, §1–5, 7–10, с. 48–147. Сценическое искусство, с. 148–190. Часть вторая. 1813–1825. Введение, §1, с. 230–235. Репертуар, §1–8, с. 244–299. – Текст pdf
- Русская художественная культура конца XIX – начала XX века (1908–1917). Книга третья. Зрелищные искусства. Музыка. М.: Наука, 1977. – Глава: Русский театр предреволюционного десятилетия. С. 11–21. – Текст см.: www.teatr-lib.ru/Library/Personal/Rodina_Tatyana_Mihailovna.htm
- Литературные и общественные предпосылки образа Соленого («Три сестры» Чехова) // Чеховские чтения в Ялте: Чехов и русская литература. М.: ГБЛ, 1978.
- Знакомство с «Незнакомкой». Поэзия А. Блока звучит в эфире // Советская культура. М., 1978, № 27, 31 марта, с. 5.
- История русского драматического театра: В 7 тт. Т. 6. 1882–1897. М.: Искусство, 1982. – Раздел: Репертуар, §1–9, с. 56–128. – Текст pdf
- Достоевский. Повествование и драма. М.: Наука, 1984. – 245 с. – Текст pdf: h.twirpx.one/file/2623267/
- История русского драматического театра: В 7 тт. Т. 7. 1898–1917. М.: Искусство, 1987. – Разделы: Введение; Репертуар, с. 5–100. – Текст pdf
- О драматургии символистов: Иннокентий Анненский, Вячеслав Иванов, Валерий Брюсов // Театральная жизнь, 1992, № 2, с. 26–28.

Статьи в энциклопедиях и словарях
- Большая Советская Энциклопедия. 2-е издание: В 51 тт. М.: БСЭ, 1949–1958. – Ряд статей.
- Театральная энциклопедия: В 5 тт. М.: Советская энциклопедия, 1961–1967. – Статьи: Театр (часть статьи); Искусство актера (часть статьи); Белинский В. Г.; Аксаков С. Т.; Асенкова В. Н.; Яковлев А. С. и др.
- Краткая литературная энциклопедия: В 9 тт. М.: Советская энциклопедия, 1962–1978. – Статья: Жихарев С. П.
- Большая Советская Энциклопедия. 3-е издание: В 30 тт. М.: Советская энциклопедия, 1969–1978. – Статьи: Театр; Актерское искусство; Драма 2); Семёнова Е. С.; Мочалов П. С.; Самойловы; Ермолова М. Н.; Комиссаржевская В. Ф.; Книппер-Чехова О. Л.; Качалов В. И.
- Эстетика: Словарь. М.: Политиздат, 1989. – Статьи: Сценическое искусство; Театр.